# SHINHWA 16TH ANNIVERSARY CONCERT - HERE
《2014 SHINHWA 16TH ANNIVERSARY CONCERT - HERE》(혹은 신화 16주년 콘서트)는 그룹 신화의 데뷔 16주년 콘서트이다.

## 개요
2014년 1월 24일, 신화컴퍼니 공식 홈페이지는 신화 16주년 기념 콘서트의 공연 일정을 공개하였다. 이에 앞서 신화컴퍼니는 지난 2012년 열렸던 〈SHINHWA GRAND TOUR 'The Return'〉을 시작으로 매년 신화의 데뷔를 기념하는 콘서트를 매년 개최할 것을 선언한 바 있다. 하지만 2013년 11월 연예인 불법도박 사건으로 물의를 빚은 앤디가 빠진 채로 콘서트를 강행하는 것으로 알려져 팬들 사이에 항의가 벌어지기도 하였다. 멤버들도 이러한 비난여론을 의식하여 곡 중간중간에 삽입된 앤디의 파트를 댄스나 코러스로 대체하는 등 앤디의 공백을 메웠다. 마지막 공연일인 23일 공연 마무리 전 앤디가 깜짝 등장하여 팬들에게 사과의 뜻을 전했다. 또한 신화는 이 자리에서 정규 12집을 통한 국내 컴백 계획을 알리기도 했다.

## 투어 일정
| 일정            | 도시 | 국가     | 장소             | 관객 동원     |
| --------------- | ---- | -------- | ---------------- | ------------- |
| 2014년 3월 22일 | 서울 | 대한민국 | 올림픽체조경기장 | 통산 27,000명 |
| 2014년 3월 23일 | 서울 | 대한민국 | 올림픽체조경기장 | 통산 27,000명 |

## 세트 리스트
- Opening VCR -
- Scarface
- Venus
- Brand New

- Ment -
- Shooting Star_Rearranged
- Red Carpet_Rearranged
- Hey, Come On!

- VCR #2 -
- Midnight Girl
- Hurts
- 웃다가...

- Ment -
- 소망 (Desire)
- 예쁘잖아 (Pretty)
- Time Machine
- Jam #1

- VCR #3 -
- Move With Me
- U
- Let It go

- Ment -
- Perfect Man
- This Love

- VCR #4 -
- 마네킹 (Mannequin)

- Ment -
- First Love
- On The Road

- Encore -
- I Pray 4 U
- Stay (Sampling By 'Come Back Home' From 서태지와 아이들)

- Band & Dancer Introduction - 
- Yo! (악동보고서)

## 제작
- 주최/주관 : CJ E&M
- 후원 : 신화컴퍼니, 인터파크